# Заблоце (гміна Біла Підляська)
Заблоце (пол. Zabłocie) — село в Польщі, у гміні Біла Підляська Більського повіту Люблінського воєводства.
Населення — 170 осіб (2011).
У 1975-1998 роках село належало до Білопідляського воєводства.

## Демографія
Демографічна структура станом на 31 березня 2011 року:
|          | Загалом | Допрацездатний вік | Працездатний вік | Постпрацездатний вік |
| -------- | ------- | ------------------ | ---------------- | -------------------- |
| Чоловіки | 89      | 21                 | 59               | 9                    |
| Жінки    | 81      | 20                 | 39               | 22                   |
| Разом    | 170     | 41                 | 98               | 31                   |